# Nodularine R
La nodularine R est un peptide non ribosomique produit par une cyanobactérie planctonique, la Nodularia spumigena. Il s'agit d'un pentapeptide macrocyclique contenant plusieurs acides aminés non protéinogènes rares tels que la méthyldéshydrobutyrine et l'ADDA, un acide β-aminé.
La nodularine R est une cyanotoxine, plus précisément une hépatotoxine puissante susceptible d'endommager gravement le foie et qui représente un risque sanitaire pour les animaux sauvages et domestiques ainsi que pour les humains.
C'est la forme la plus commune de nodularine.